# 킬드강
킬드강(killed steel)은 망간 실리콘 알루미늄을 탈산재료 사용하여 산소나 가스를 제거하고 진정시켜 주형에 조용히 부어 응고시킨 것으로 진정 강이라고도 부른다.

## 종류
- 터미네이티드강(terminated): 특수강[1], 스테인리스강[1], 내열강(heat resisting steel)[1] 등이 이에 속한다.
- 세미킬드강(semi-killed)
- 림드강(rimmed): 평로나 전로에서 페로 망간의 가벼운 탈산제로 불완전한 탈산을 하므로, 과잉의 산소와 탄소가 반응하여 가스가 발생한다. 주형에 주입한 후에도 불꽃이 발생하여 가스가 나오면서 끊어서 응고할 때 바깥쪽에 입상 결정이 생겨 그 두께가 50~70mm 정도의 선이 발생하고 내부에 많은 기포가 발생하여 질이 균일하지 않다.
- 캡트강(capped)

## 참조
1. 1 2 3  “Types of steel according to deoxidation practice”. 2010년 3월 1일에 원본 문서에서 보존된 문서. 2010년 2월 28일에 확인함.